# Inishcrone
Inishcrone (iriska: Inis Crabhann) är en ort i republiken Irland.   Den ligger i grevskapet Sligo och provinsen Connacht, i den nordvästra delen av landet, 210 km nordväst om huvudstaden Dublin. Antalet invånare är 1 223.
Terrängen runt Inishcrone är platt. Havet är nära Inishcrone åt nordväst. Runt Inishcrone är det ganska glesbefolkat, med 24 invånare per kvadratkilometer. Närmaste större samhälle är Ballina, 11,9 km söder om Inishcrone. Trakten runt Inishcrone består i huvudsak av gräsmarker.